# Live at the Apollo (tv-serie)
Live at the Apollo (hed tidligere Jack Dee Live at the Apollo) er en britisk tv-serie sendt fra teatret Hammersmith Apollo. Episoderne bliver præsenteret af forskellige værter, der laver lidt stand-up-comedy og præsenterer en eller flere gæster, der også laver stand-up-comedy. I to afsnit var der ingen gæstekomiker.
Jack Dee var fast vært for de første to sæsoner, samt første afsnit af tredje sæson.
Efter at været vært for et afsnit i 2008, fik Michael McIntyre sit eget program med samme koncept som Live at the Apollo. Det hed Michael McIntyre's Comedy Roadshow.

## Episoder

### Sæson 1
| Sæsonafsnit (afsnit i alt) | Gæstekomiker       | Vist første gang   |
| -------------------------- | ------------------ | ------------------ |
| 1 (1)                      | Joan Rivers        | 6. september 2004  |
| 2 (2)                      | Ardal O'Hanlon     | 13. september 2004 |
| 3 (3)                      | Jo Brand           | 20. september 2004 |
| 4 (4)                      | Ross Noble         | 27. september 2004 |
| 5(5)                       | Omid Djalili       | 4. oktober 2004    |
| 6 (6)                      | Ingen gæstekomiker | 11. oktober 2004   |

### Sæson 2
| Sæsonafsnit (afsnit i alt) | Gæstekomiker(e)                         | Vist første gang   |
| -------------------------- | --------------------------------------- | ------------------ |
| 1 (7)                      | Lee Mack                                | 12. september 2005 |
| 2 (8)                      | Dara Ó Briain                           | 19. september 2005 |
| 3 (9)                      | Ingen gæstekomiker                      | 26. september 2005 |
| 4 (10)                     | Rob Brydon (i rollen som Keith Barrett) | 3. oktober 2005    |
| 5 (11)                     | Marcus Brigstocke og Rich Hall          | 10. oktober 2005   |
| 6 (12)                     | Julian Clary                            | 17. oktober 2005   |

### Sæson 3
| Sæsonafsnit (afsnit i alt) | Vært          | Gæstekomiker(e)                  | Vist første gang  |
| -------------------------- | ------------- | -------------------------------- | ----------------- |
| 1 (13)                     | Jack Dee      | Jason Manford og Russell Howard  | 12. november 2007 |
| 2 (14)                     | Jimmy Carr    | Alan Carr                        | 19. november 2007 |
| 3 (15)                     | Jo Brand      | Michael McIntyre                 | 26. november 2007 |
| 4 (16)                     | Lee Mack      | Sean Lock                        | 3. december 2007  |
| 5 (17)                     | Joan Rivers   | Patrick Kielty                   | 10. december 2007 |
| 6 (18)                     | Dara Ó Briain | Stephen K. Amos og Frankie Boyle | 17. december 2007 |

### Sæson 4
| Sæsonafsnit (afsnit i alt) | Vært                                      | Gæstekomiker(e)                  | Vist første gang  |
| -------------------------- | ----------------------------------------- | -------------------------------- | ----------------- |
| 1 (19)                     | Michael McIntyre                          | Rich Hall og Rhod Gilbert        | 28. november 2008 |
| 2 (20)                     | Al Murray (i rollen som The Pub Landlord) | Shappi Khorsandi og Russell Kane | 5. december 2008  |
| 3 (21)                     | Sean Lock                                 | Jason Manford                    | 12. december 2008 |
| 4 (22)                     | Dara Ó Briain                             | Frankie Boyle                    | 19. december 2008 |
| 5 (23)                     | Lenny Henry                               | Andy Parsons og Ed Byrne         | 9. januar 2009    |
| 6 (24)                     | Russell Howard                            | Jo Brand                         | 16. januar 2009   |

### Sæson 5
| Sæsonafsnit (afsnit i alt) | Vært                                      | Gæstekomiker(e)                     | Vist første gang  |
| -------------------------- | ----------------------------------------- | ----------------------------------- | ----------------- |
| 1 (25)                     | Jason Manford                             | Michael McIntyre                    | 4. december 2009  |
| 2 (26)                     | Rob Brydon                                | Sarah Millican og Jason Byrne       | 11. december 2009 |
| 3 (27)                     | Al Murray (i rollen som The Pub Landlord) | Chris Addison og Tim Vine           | 18. december 2009 |
| 4 (28)                     | Rhod Gilbert                              | John Bishop                         | 19. december 2009 |
| 5 (29)                     | Ed Byrne                                  | Adam Hills og Gina Yashere          | 24. december 2009 |
| 6 (30)                     | Alistair McGowan                          | Kevin Bridges og Reginald D. Hunter | 1. januar 2010    |

### Sæson 6
| Sæsonafsnit (afsnit i alt) | Vært            | Gæstekomiker(e)                    | Vist første gang  |
| -------------------------- | --------------- | ---------------------------------- | ----------------- |
| 1 (31)                     | Sean Lock       | John Bishop                        | 25. november 2010 |
| 2 (32)                     | Lee Mack        | Rich Hall og Danny Bhoy            | 2. december 2010  |
| 3 (33)                     | Dara Ó Briain   | Stewart Francis og Greg Davies     | 9. december 2010  |
| 4 (34)                     | Kevin Bridges   | Shappi Khorsandi og Jack Whitehall | 17. december 2010 |
| 5 (35)                     | Stephen K. Amos | Jon Richardson og Micky Flanagan   | 28. december 2010 |
| 6 (36)                     | Lenny Henry     | Mike Wilmot og Tommy Tiernan       | 1. januar 2011    |

### Sæson 7
| Sæsonafsnit (afsnit i alt) | Vært           | Gæstekomiker(e)                                     | Vist første gang  |
| -------------------------- | -------------- | --------------------------------------------------- | ----------------- |
| 1 (37)                     | Micky Flanagan | Seann Walsh og Jason Byrne                          | 4. november 2011  |
| 2 (38)                     | Sean Lock      | Ed Byrne og Simon Brodkin (i rollen som Lee Nelson) | 11. november 2011 |
| 3 (39)                     | Alan Carr      | Andi Osho og Patrick Kielty                         | 25. november 2011 |
| 4 (40)                     | Andy Parsons   | Andrew Lawrence og Milton Jones                     | 2. december 2011  |
| 5 (41)                     | Rich Hall      | Mark Watson og Andrew Maxwell                       | 9. december 2011  |
| 6 (42)                     | Sarah Millican | Steve Hughes og Russell Kane                        | 16. december 2011 |
| 7 (43)                     | Jason Manford  | Jimeoin og Tom Stade                                | 14. januar 2012   |
| 8 (44)                     | Jack Whitehall | Josh Widdicombe og Shappi Khorsandi                 | 21. januar 2012   |

### Sæson 8
| Sæsonafsnit (afsnit i alt) | Vært          | Gæstekomiker(e)                    | Vist første gang  |
| -------------------------- | ------------- | ---------------------------------- | ----------------- |
| 1 (45)                     | Dara Ó Briain | Nina Conti og Danny Bhoy           | 17. november 2012 |
| 2 (46)                     | Rhod Gilbert  | Kerry Godliman og Jon Richardson   | 24. november 2012 |
| 3 (47)                     | Kevin Bridges | Phill Jupitus og Sara Pascoe       | 1. december 2012  |
| 4 (48)                     | Lee Nelson    | Stewart Francis og Paul Chowdhry   | 14. december 2012 |
| 5 (49)                     | Omid Djalili  | Julian Clary og Reginald D. Hunter | 21. december 2012 |
| 6 (50)                     | Greg Davies   | Hal Cruttenden og Simon Evans      | 4. januar 2013    |